# 爱你的方式
《爱你的方式》（英語："The Way"）是美國歌手爱莉安娜·格兰德的一首歌曲，收錄於她的首張錄音室專輯《真情歌》中。歌曲由其製作人哈尔默尼·萨谬斯以及安伯·思翠特、艾尔·谢罗德·蘭伯特、喬丁·斯帕克斯、普莉西雅·安、布兰达·拉塞尔和馬克·米勒創作。2013年3月25日，歌曲由共和唱片作為專輯的首張單曲發行。歌曲的伴奏取樣了拉塞尔1979年歌曲《A Little Bit of Love》，其歌词与伴奏亦与Big Pun1998年歌曲《Still Not a Player》，这首歌也同样取样了《A Little Bit of Love》。
歌曲发行后收获了乐评的好评，并取得了一定的商业成功。在美国，歌曲空降《告示牌》百强单曲榜第10名，并在之后取得了其最高排位第9名。截至2016年3月，歌曲在美国已获得超过230万销量，并已被认证为三白金。歌曲的音乐录像带于2013年2月10日与11日拍摄。3月28日，录像带正式首播，格兰德在录像带中在各种相机下摆造型，周围聚集了一群舞者跳舞，他们的照片被投在墙上。录像带的结尾格兰德和米勒亲吻了对方。

## 曲目列表
- 數位下載[10]

1. "The Way" (featuring Mac Miller) – 3:46

- 數位下載 （西語版）[11]

1. "The Way" (Spanglish Version featuring J Balvin) – 3:46

- CD單曲

1. "The Way" (featuring Mac Miller) – 3:48
2. "The Way" – 3:10

## 榜单
| 榜单（2013年-2014年）                | 最高 排位 |
| ------------------------------------ | --------- |
| 澳大利亚（澳大利亚唱片业协会單曲榜） | 37        |
| 比利时佛兰德（Ultratip榜外單曲榜）   | 58        |
| 比利时佛兰德（Ultratop城市榜）       | 39        |
| 加拿大（Canadian Hot 100）           | 33        |
| 愛爾蘭（愛爾蘭唱片音樂協會单曲榜）   | 51        |
| 日本（日本熱門100金曲榜）            | 66        |
| 荷兰（荷蘭四十強單曲榜）             | 28        |
| 荷兰（百强单曲榜）                   | 22        |
| 新西兰（新西兰唱片音乐协会单曲榜）   | 31        |
| 英国（官方榜单公司单曲榜）           | 41        |
| 英國（官方榜单公司節奏藍調榜）       | 8         |
| 美国（《告示牌》百大單曲榜）         | 9         |
| 美國（《告示牌》Adult Pop Airplay）  | 40        |
| 美國（《告示牌》Pop Airplay）        | 12        |
| 美國（《告示牌》Rhythmic Songs）     | 2         |

| 榜单（2013年）               | 排位 |
| ---------------------------- | ---- |
| 美國（《告示牌》百強單曲榜） | 31   |

## 销售认证
| 地區                             | 认证     | 认证单位/销量 |
| -------------------------------- | -------- | ------------- |
| 澳大利亚（澳大利亚唱片业协会）   | 金       | 35,000^       |
| 美国（美國唱片業協會）           | 3× 白金† | 2,300,000     |
| 委内瑞拉（委内瑞拉音像制品协会） | 金       | 5,000^        |
| ^僅含認證的出貨量                |          |               |

†2013年5月，美国唱片业协会开始认证流媒体数据。

## 发行历史
| 国家   | 日期          | 版本       | 形式     | 厂牌     |
| ------ | ------------- | ---------- | -------- | -------- |
| 加拿大 | 2013年3月26日 | 原版本     | 數位下載 | 环球唱片 |
| 美国   | 2013年3月26日 | 原版本     | 數位下載 | 共和     |
| 法国   | 2013年3月27日 | 原版本     | 數位下載 | 环球音乐 |
| 俄罗斯 | 2013年3月27日 | 原版本     | 數位下載 | 环球音乐 |
| 德国   | 2013年3月27日 | 原版本     | 數位下載 | 环球音乐 |
| 日本   | 2013年3月27日 | 原版本     | 數位下載 | 环球音乐 |
| 英国   | 2013年3月27日 | 原版本     | 數位下載 | 小島唱片 |
| 俄罗斯 | 2013年5月31日 | 西班牙语版 | 數位下載 | 环球音乐 |
| 美国   | 2013年6月4日  | 西班牙语版 | 數位下載 | 共和     |
| 德国   | 2013年6月5日  | 西班牙语版 | 數位下載 | 环球音乐 |
| 西班牙 | 2013年6月5日  | 西班牙语版 | 數位下載 | 环球音乐 |
| 美国   | 2013年5月21日 | 原版本     | CD单曲   | 共和     |